# Nestoria
Nestoria es un buscador vertical para el sector inmobiliario. Fue fundada en Londres, Reino Unido, en 2006. Tiene presencia en más de 20 países alrededor del mundo. En 2009, en términos de audiencia, llegó a posicionarse como el quinto buscador de inmuebles con más tráfico en el Reino Unido y el noveno en España (según comScore, mayo de 2009).

Junto con Trovit, Mitula, Nuroa, iCasas, La Encontré, Punto Propiedad, Globaliza, Properati, DotProperty, HipFlat y  Thailand Property,  forman la red de agregadores y portales de anuncios clasificados de Lifull Connect.

## Visión general
Nestoria agrega listados de portales inmobiliarios ofreciendo a los usuarios de Internet una búsqueda basada en la localización. Se define como un buscador de inmuebles. Provee tráfico a otros portales dedicados a bienes raíces. Cuando un usuario da clic sobre un anuncio en Nestoria, es redirigido a la plataforma donde originalmente se publicó dicha propiedad.
Al realizar una búsqueda, los resultados se pueden filtrar por relevancia, nivel de precio, tipo de propiedad y características de la propiedad. 
Desde 2011, Nestoria utiliza la plataforma colaborativa OpenStreetMap  para localizar y visualizar los anuncios. El cambio fue replicado en varios portales de la comunidad GIS y de datos abiertos, inclusive por la revista Wired como un caso de éxito.
Nestoria forma parte de la red de agregadores de clasificados y portales inmobiliarios de Lifull Connect desde 2019, cuando Trovit y Mitula Group se fusionaron.

## Compañía
La compañía, fundada por Javier Etxebeste y Ed Freyfogle, dos antiguos ejecutivos de Yahoo!, está respaldada por inversores privados. El primer producto, Nestoria UK, fue lanzado en junio de 2006 y su homóloga española Nestoria España, en mayo de 2007. En julio de 2008 fue lanzada Nestoria Italia y el 21 de agosto del mismo año Nestoria Alemania

## Historia
En 2006, año de su fundación, y bajo el nombre de Lokku Limited inició operaciones con capital privado de inversores de Reino Unido y España.
Entre 2007 y 2011, la empresa publicó 7 portales de clasificados más, bajo el mismo nombre. Nestoria se expandió a España (2007), Italia, Alemania (2008), Australia, Francia, Brasil (2010) e India (2011).
El nacimiento de Nestoria vino acompañado con proyectos que impulsaron el uso de datos abiertos, especialmente en las disciplinas de geografía y programación. Uno de ellos es OpenCage Data, una API que transforma coordenadas desde y hacia direcciones o lugares geográficos. Desde sus inicios, Nestoria ubica las propiedades en el mapa y los combina con información sobre puntos de interés como transporte, escuelas, hospitales y otra información de relevancia local para buscadores de casas. 
En 2011, Nestoria adoptó OpenStreetMap como la plataforma de mapas en la que se visualizan los anuncios. La empresa hizo el cambio desde Google Maps.
Nestoria compartía su base de datos sobre propiedades en Reino Unido a través de su propia API. Colaboró con algunos medios de comunicación como The Daily Telegraph, Capital, NWN Media para realizar investigaciones acerca del mercado inmobiliario.
Lokku Limited adquirió Find Properly en noviembre de 2014. Find Properly ofrecía ideas y tecnologías para visualizar la oferta del mercado inmobiliario de forma distinta al de un portal tradicional. Llamó la atención la herramienta que desarrollaron para visualizar las propiedades a lo largo del transporte subterráneo de Londrés.
En 2015, Mitula adquirió Lokku Limited. La compra consolidó la creación de Mitula Group. En ese momento, de acuerdo al anuncio en conjunto, la combinación de Nestoria y Mitula exhibió que 230 millones de anuncios de 13 mil anunciantes estaban disponibles en las distintas páginas web. La adquisición no incluyó los proyectos de desarrollo en código abierto como OpenCage Data.
Bajo el paraguas de Mitula Group, Nestoria expandió su marca a nuevos mercados en Europa y América Latina. En 2019, Mitula Group y Trovit (adquirida en 2014 por NEXT) se fusionan y lanzan Lifull Connect. Desde entonces, Nestoria forma parte del portafolio de la japonesa Lifull Connect, en distintos países alrededor del mundo.

## Website
Como aplicación web o mashup, Nestoria geolocaliza propiedades en mapas combinándolo con puntos de interés y otra información relevante para los buscadores de vivienda. Nestoria es caso de estudio por el uso realizado con la API de Google Maps y de la Yahoo! User Interface Library. A su vez, colabora con proyectos como OpenStreetMap desde comienzos de 2008 y ofrece funcionalidades como Widgets y una aplicación para la red social Facebook.